# Mesjön (Hörnefors socken, Västerbotten, 706453-169470)
Mesjön är en sjö i Nordmalings kommun och Umeå kommun i Västerbotten och ingår i Hörnån-Öreälvens kustområde. Sjön har en area på 0,591 kvadratkilometer och ligger 72,1 meter över havet. Sjön avvattnas av vattendraget Ängerån.

## Delavrinningsområde
Mesjön ingår i det delavrinningsområde (706646-169408) som SMHI kallar för Utloppet av Mesjön. Medelhöjden är 86 meter över havet och ytan är 3,77 kvadratkilometer. Det finns ett avrinningsområde uppströms, och räknas det in blir den ackumulerade arean 25,35 kvadratkilometer. Avrinningsområdets utflöde Ängerån mynnar i havet. Avrinningsområdet består mestadels av skog (75 procent). Avrinningsområdet har 0,59 kvadratkilometer vattenytor vilket ger det en sjöprocent på 15,6 procent.